# Saccogaster
Saccogaster es un género de peces marinos de la familia de las brótulas vivíparas, distribuidos por aguas tropicales de casi todos los océanos del mundo.
Son especies que viven posados sobre el lecho marino, unas en aguas profundas pero otras en aguas superficiales, todas ellas tienen en común su rareza, habiendo sido descritas por pocos especímenes de cada una de ellas.

## Especies
Existen 8 especies consideradas válidas:
- Saccogaster hawaii (Cohen y Nielsen, 1972)
- Saccogaster maculata (Alcock, 1889)
- Saccogaster melanomycter (Cohen, 1981)
- Saccogaster normae (Cohen y Nielsen, 1972)
- Saccogaster parva (Cohen y Nielsen, 1972)
- Saccogaster rhamphidognatha (Cohen, 1987)
- Saccogaster staigeri (Cohen y Nielsen, 1972)
- Saccogaster tuberculata (Chan, 1966)